# Hersilia carobi
Hersilia carobi är en spindelart som beskrevs av Foord och Ansie S. Dippenaar-Schoeman 2006. Hersilia carobi ingår i släktet Hersilia och familjen Hersiliidae.
Artens utbredningsområde är Elfenbenskusten. Inga underarter finns listade i Catalogue of Life.